# North Robinson (Ohio)
Pour les articles homonymes, voir North Robinson.
North Robinson est un village américain situé dans le comté de Crawford, dans l'Ohio. Selon le recensement de 2010, sa population est de 205 habitants.